# 1385
L'any 1385 (MCCCLXXXV) fou un any comú començat en diumenge del calendari julià.

## Esdeveniments
- 14 d'agost - Aljubarrota: Batalla d'Aljubarrota, es lliura entre els exèrcits de Portugal i Castella amb el resultat de la derrota castellana, la fi de la crisi portuguesa de 1383-1385 i la consolidació de Joan I com a rei de Portugal, el primer de la dinastia Avís.[1]

## Necrològiques
- 19 de desembre- Trezzo sull'Adda: Bernabé Visconti, senyor de Milà entre 1349 i 1385.[2]
- Nanquín: Wang Meng, pintor, poeta i cal·lígraf xinès.[3]